# Тетяна Уварова
Тетяна Уварова (нар. 25 липня 1985) — колишня білоруська тенісистка.
Найвищу одиночну позицію світового рейтингу — 222 місце досягла 29 серпня 2005, парну — 201 місце — 3 жовтня 2005 року.
Здобула 2 одиночні та 2 парні титули.
Завершила кар'єру 2007 року.

## Фінали ITF
| Турніри $100,000 |
| Турніри $75,000  |
| Турніри $50,000  |
| Турніри $25,000  |
| Турніри $10,000  |

### Одиночний розряд: 4 (2–2)
| Результат | Дата            | Рівень | Турнір                      | Покриття   | Суперниця         | Рахунок       |
| --------- | --------------- | ------ | --------------------------- | ---------- | ----------------- | ------------- |
| Поразка   | 8 липня 2002    | 10,000 | ITF Стамбул, Туреччина      | Ґрунт      | Олена Яришко      | 6–3, 3–6, 5–7 |
| Поразка   | 24 березня 2003 | 25,000 | ITF Saint Petersburg, Росія | Тверде (i) | Євгенія Лінецька  | 7–5, 4–6, 4–6 |
| Перемога  | 20 жовтня 2003  | 25,000 | ITF Ополе, Польща           | Килим (i)  | Марта Домаховська | 6–4, 3–6, 6–4 |
| Перемога  | 6 червня 2005   | 25,000 | ITF Градо, Італія           | Ґрунт      | Юань Мен          | 6–4, 6–4      |

### Парний розряд: 5 (2–3)
| Результат | Дата             | Рівень | Турнір                | Покриття   | Партнерка           | Суперниці                             | Рахунок          |
| --------- | ---------------- | ------ | --------------------- | ---------- | ------------------- | ------------------------------------- | ---------------- |
| Поразка   | 5 листопада 2001 | 10,000 | ITF Мінськ, Білорусь  | Килим (i)  | Дар'я Кустова       | Анна Бастрікова Віра Душевіна         | 5–7, 6–3, 0–6    |
| Поразка   | 28 жовтня 2002   | 10,000 | ITF Мінськ, Білорусь  | Килим (i)  | Ольга Пучкова       | Дарія Чемарда Душевіна Віра Євгенівна | 1–6, 4–6         |
| Перемога  | 3 жовтня 2004    | 25,000 | ITF Нант, Франція     | Тверде (i) | Ірина Бремон        | Грета Арн Ріта Куті-Кіш               | 6–4, 4–6, 7–6(5) |
| Перемога  | 6 червня 2005    | 25,000 | ITF Градо, Італія     | Ґрунт      | Марія Кондратьєва   | Даніелла Джефлі Дар'я Кустова         | 6–1, 3–6, 7–5    |
| Поразка   | 25 вересня 2005  | 25,000 | ITF Тбілісі, Джорджія | Ґрунт      | Кароліна Косіньська | Катерина Деголевич Тетяна Капшай      | 0–6, 5–7         |

## Участь у Кубку Федерації

### Одиночний розряд
| Розіграш                           | Дата           | Місце                  | Супротивник                                  | Покриття | Суперниця           | W/L | Рахунок  |
| ---------------------------------- | -------------- | ---------------------- | -------------------------------------------- | -------- | ------------------- | --- | -------- |
| 2004 Fed Cup Europe/Africa Zone I  | 19 квітня 2004 | Афіни, Греція          | Данія                                        | Ґрунт    | Maria Rasmussen     | W   | 6–1, 6–1 |
| 2004 Fed Cup Europe/Africa Zone I  | 22 квітня 2004 | Афіни, Греція          | Hungary                                      | Ґрунт    | Кіра Надь           | W   | 6–3, 6–0 |
| 2004 Fed Cup Europe/Africa Zone I  | 24 квітня 2004 | Афіни, Греція          | Sweden                                       | Ґрунт    | Ганна Ноні          | W   | 7–5, 6–4 |
| 2004 Fed Cup World Group Play-offs | 10 липня 2004  | Братислава, Словаччина | Збірна Словаччини з тенісу в Кубку Федерації | Ґрунт    | Любомира Курхайцова | L   | 2–6, 1–6 |